# Ultraleichtfluggelände Unterschwaningen

i7
i11
i13
Das Ultraleichtfluggelände Unterschwaningen liegt etwa 800 Meter nordöstlich von Unterschwaningen im Landkreis Ansbach.

## Lage
Das Ultraleichtfluggelände besitzt eine Betriebsgenehmigung für Ultraleichtflugzeuge und Hängegleiter, die per Flugzeugschlepp mit Ultraleichtflugzeugen starten. Der Platz liegt auf einer leichten Anhöhe. Der Anflug ist von allen Seiten hindernisfrei. Der Hangar beherbergt verschiedene Ultraleichtfluggeräte einschließlich eines Tragschraubers. Ein kleiner Anbau dient der Flugleitung und zugleich als Getränkedepot. Die am nächstgelegenen Flugplätze sind das Ultraleichtfluggelände Geilsheim (7 km), das Segelfluggelände Irsingen südlich des Hesselberges (11 km) und der Flugplatz Gunzenhausen-Reutberg (13 km).